# Ducula perspicillata
Pombo-imperial-de-lunetas (Ducula perspicillata) é uma espécie de ave da família Columbidae.
É endémica da Indonésia.
Os seus habitats naturais são: florestas subtropicais ou tropicais húmidas de baixa altitude e florestas de mangal tropicais ou subtropicais.